# Neustift im Stubaital
Neustift im Stubaital är en ort och kommun i förbundslandet Tyrolen i Österrike. Kommunen har 5 006 invånare (2024), på en yta av 249,00 km². Orten ligger i Stubaital, cirka 18,5 kilometer sydväst om Innsbruck. Kommunen är störst till ytan av alla kommuner i Innsbruck-Land. I söder gränsar den till Italien.